# Contea di Marsabit
La contea di Marsabit è una della 47 contee del Kenya situata nell'ex provincia Orientale.